# Elèctrode de treball
Un  elèctrode de treball  és un elèctrode en un sistema electroquímic en el qual està passant la reacció d'interès. L'elèctrode de treball es fa servir sovint en combinació amb un elèctrode auxiliar i un elèctrode de referència en un sistema de tres elèctrodes. Segons si la reacció en l'elèctrode és una reducció o una oxidació, l'elèctrode de treball pot ser considerat com a catòdic o anòdic. La majoria dels elèctrodes de treball consisteixen en metalls inerts, tals com or, argent o platí, carbó inert com carbó vitri o carbó pirolític, elèctrodes de gota de mercuri i elèctrodes de pel·lícula.

## Tipus especials d'elèctrodes de treball
- Ultramicroelèctrode (UME)
- Elèctrode de disc rotatori (RDE)
- Elèctrode d'anell-disc rotatori (RRDE)
- Elèctrode de gota suspesa de mercuri (HMDE)
- Elèctrode de gota de mercuri (DME)